# 부르키니

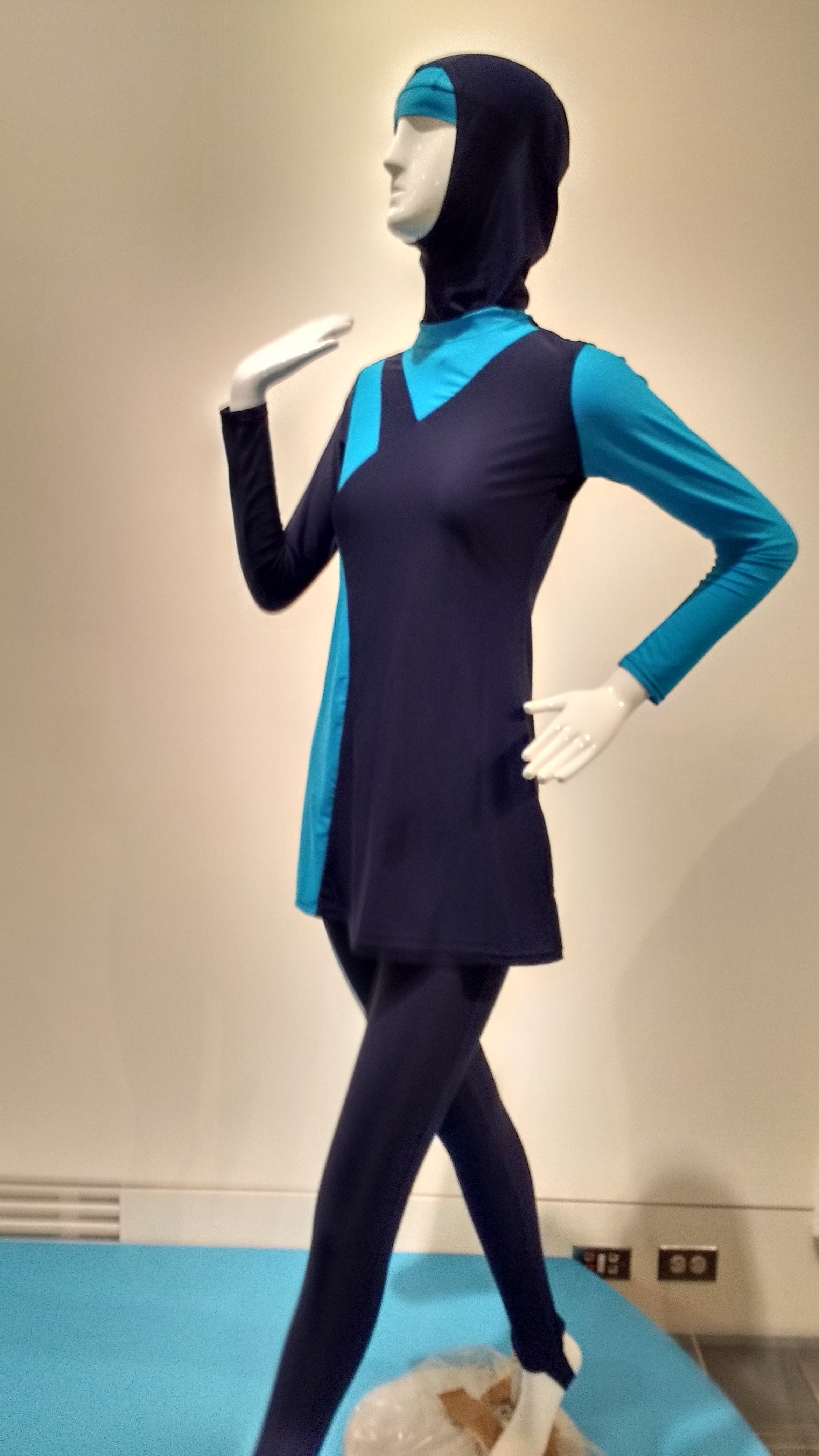
부르키니

부르키니(영어: burqini)는 여자 무슬림을 위한 수영복의 일종으로 부르카와 비키니의 조어이다. 오스트레일리아의 레바논계 패션 디자이너인 아헤다 자네티(Aheda Zanetti)에 의해 고안되었다. 이슬람교의 율법인 샤리아에 맞게 손발 끝과 얼굴만 노출하면서도 몸에 달라붙지 않는 디자인을 띠고 있다.

## 논란
프랑스 남동부의 30여개 지방자치단체는 조례를 제정하여 부르키니를 입지 못하게 했다. 프랑스는 유럽에서 무슬림이 가장 많은 나라로 무슬림 인구는 전체 인구의 7∼9%인 500만∼600만 명으로 추정된다.
2016년 8월 25일, 프랑수아 올랑드 대통령은 "프랑스에 산다는 것은 모든 사람이 룰을 지킨다는 것을 의미한다"며 부르키니 금지를 지지했다.